# Minatitlán (Colima)
Minatitlán è un comune e città del Messico, situato nello stato di Colima, il cui capoluogo è la città omonima.